# Internet.org
Internet.org è un consorzio molto dibattuto tra la società di rete sociale digitale Facebook e altre 6 aziende: Samsung, Ericsson, MediaTek, Opera Software, Nokia e Qualcomm che pianifica di permettere e rendere accessibile i servizi di Internet nei paesi meno sviluppati incrementando l'efficienza e facilitando lo sviluppo di nuovi modelli di business per la fornitura di accessi ad internet.
È stato criticato per violare la neutralità della rete e per scegliere servizi internet che escludono i servizi di compagnie rivali non presenti nel consorzio
Nel settembre  2015, la prima app che ha trasmesso i primi servizi internet di internet.org è stata Free Basics.
A febbraio 2016, gli enti regolatori indiani hanno proibito il servizio di Free Basics basandosi sulla "Proibizione di tariffe discriminatorie per regolazioni di servizi dati ("Prohibition of Discriminatory Tariffs for Data Services Regulations").